# Casa-fàbrica Francesc Aranyó
La casa-fàbrica Francesc Aranyó era un edifici situat al carrer de Sant Rafael, 10 del Raval de Barcelona, avui desaparegut.

## Història
El 1797, els propietaris de diversos horts presentaren  una sol·licitud a l'Ajuntament de Barcelona per a obrir-hi tres nous carrers entre de la Cadena i d'en Robador, aprovats l'11 de març del 1798 com Sant Rafael, Sant Bernat (canviat després pel de Beat Oriol) i la Concepció (després d'en Sadurní). Tot seguit, Eulàlia Paxeras i el seu marit, el metge Llorenç Grasset, van establir en emfiteusi una parcel·la del seu hort amb façana al nou carrer de Sant Rafael al comerciant i fabricant d'indianes Josep Alabau i Cabot, propietari d'unes cases al carrer de l'Hospital. El 1806, Alabau va entrar en concurs de creditors, i el 1826, el síndic d'aquests va restituir la propietat al matrimoni Grasset-Paxeras, que en va tornar a establir una part al comerciant Francesc Parera i Compte, adquisidor de les cases d'Alabau. El 1828, aquest va demanar permís per a edificar-hi una façana de planta baixa i tres portes, segons el projecte del mestre de cases Pere Camps.
Posteriorment, la propietat va passar a mans del fabricant de sabó Francesc Aranyó i Torrents, que el novembre del 1830, va demanar permís per a edificar-hi una casa de planta baixa, dos pisos i golfes, segons el projecte del mestre de cases Josep Borrell. El gener del 1831, va sol·licitar novament permís per a modificar els balcons del segon pis de l'edifici en construcció, segons el projecte del mateix autor, i novament el 1833 per a obrir-hi una porta d'escala a l'extrem esquerre, aquest cop segons el projecte del mestre de cases Mateu Marquès. Igual que els seu germans Gaietà i Josep, Francesc Aranyó provenia d'una família de teixidors de seda o «velers» de Manresa que durant el segle xix va donar lloc a una nissaga de fabricants tèxtils. Va morir el 1851, i segons l'inventari post mortem dels seus béns, fet per la vídua Maria Anna Colomer, tenia dues fàbriques: la del carrer de Sant Rafael i una altra a Cornellà. La propietat fou heretada per la seva filla Rosa Aranyó i Colomer (†1864), casada amb Martí Antoni Trasserra i Masmitjà.
El 1857 s'hi instal·là la fàbrica de sabó La Rosalía de la societat Gotzens, Deloustal i Cia, traslladada des de Gràcia: «San Rafael, 10, La Rosalía, Gran fábrica de jabón duro blanco, amarillo, jaspeado, de varias clases; y de jabon oleina. Se hacen espediciones á todas partes. Sres. Gotcens, Deloustal y comp.» El 1860, es va presentar a l'Exposició Industrial de Barcelona amb sabó comú, i el 1863 es va donar a conéixer un nou aparell per a fabricar sabó, inventat pel director Lluís Deloustal i Constants. Posteriorment, la societat s'escindí i Deloustal es va presentar a l'Exposició Universal de París de 1867 en solitari.
Finalment, l'edifici fou enderrocat cap al 1996 per a la construcció d'una promoció d'habitatges de l'empresa mixta Promoció Ciutat Vella SA (PROCIVESA), i el Servei d'Arqueologia de Barcelona hi va recuperar una mostra de rajoles amb motius de fruites situades a la part posterior de la planta baixa.

Projecte dels carrers de Sant Rafael, Sadurní i Beat Oriol (1798)

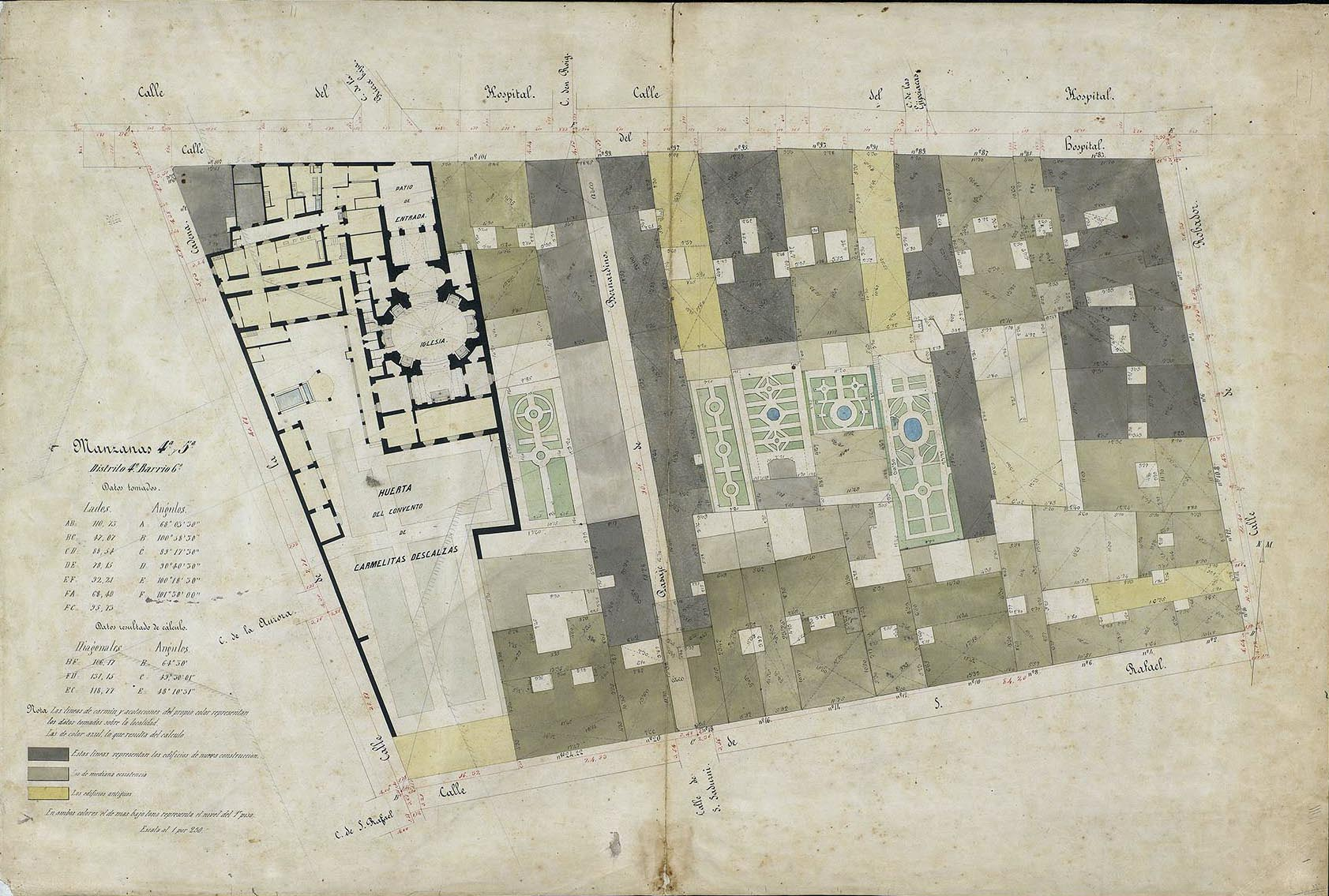
Quarteró núm. 99 de Garriga i Roca (c. 1860)